# Bundesstraße 430
Die Bundesstraße 430 (Abkürzung: B 430) ist eine Ost-West-Verbindung zwischen dem Kreis Steinburg und dem Kreis Plön im südlichen Landesteil von Schleswig-Holstein.

## Verlauf
Sie beginnt an der A 23 bei Schenefeld und führt zunächst über Aukrug zur A 7, die sie bei Neumünster-Mitte kreuzt. Weiter östlich von Neumünster kreuzt sie bei Bornhöved die A 21 und führt nun durch den Naturpark Holsteinische Schweiz über Ascheberg (Holstein) und Plön (Kreuzung mit der B 76) nach Lütjenburg (Einmündung in die B 202) an der Hohwachter Bucht der Ostsee.

## Landschaftlich reizvolle Strecken
- Ascheberg bis Lütjenburg